# Nancy Ajram
Nancy Ajram (født 16. maj 1983 i Libanon) er en sangerinde, der synger på arabisk. Hun er dommer i arab idol.